# Bednodem'yanovsky (huyện)
Huyện Bednodem'yanovsky (tiếng Nga: ? райо́н) là một huyện hành chính tự quản (raion), của Tỉnh Penza, Nga. Huyện có diện tích 683 km². Trung tâm của huyện đóng ở Bednodem'yanovsk.